# Zum Teufel mit den Millionen
Zum Teufel mit den Millionen (For Richer or Poorer) ist eine US-amerikanische Filmkomödie von Bryan Spicer aus dem Jahr 1997. In den Hauptrollen traten Tim Allen und Kirstie Alley auf.

## Handlung
Die reichen Eheleute Brad und Caroline Sexton leben in New York City. Der Immobilienunternehmer Brad Sexton wird von seinem Finanzberater Bob Lachman betrogen und forthin von der Steuerbehörde IRS verfolgt. Nach einer misslungenen Feier ihres Hochzeitstags bekommt das Paar Streit und will sich trennen, muss jedoch vor den Steuerfahndern fliehen. Nach einem Unfall mit ihrem Fluchtwagen verstecken sich die beiden in einer Gemeinde der Amischen, wobei sie der Ansicht sind, dass sie als New Yorker es schaffen würden, sich anzupassen.
Brad und Caroline geben sich als Verwandte der Einheimischen aus und nehmen am Leben der Gemeinde teil. Nach anfänglichen Streitereien wird die das Paar verbindende Liebe nach einigen Unterredungen mit den Gemeindemitgliedern gestärkt. Caroline setzt sich dafür ein, dass die Ortsbewohner bunte Kleidung tragen dürfen. Sie organisiert eine Modeschau, der Ältestenrat genehmigt farbige Kleider. Brad andererseits ist begeistert von seinen Erfolgen bei der Feldarbeit.
Die Polizei sucht nach einem abgehörten Telefonat verstärkt unter den Amischen. Während Caroline einer Frau bei der Organisation einer Hochzeit hilft, werden Brad und Caroline verhaftet.
Während der Gerichtsverhandlung erscheint der Anwalt der Sextons mit der Nachricht, dass Lachman in Zürich verhaftet wurde. Das Verfahren wird eingestellt und die am Anfang des Filmes zur Scheidung entschlossenen Sextons sind wieder ein glückliches Paar.

## Kritiken
James Berardinelli schrieb auf ReelViews, der Film sei nicht absolut schlecht, aber die meisten Gags seien „schockierend unwitzig“. Er kritisierte die Darstellung von Tim Allen als „langweilig“, jene von Kirstie Alley als „irritierend“.
Roger Ebert schrieb in der Chicago Sun-Times vom 12. Dezember 1997, er bewundere den Professionalismus, den Tim Allen und Kirstie Alley im Film zeigen würden. Er lobte außerdem den „verlässlichen“ Larry Miller.
Das Lexikon des internationalen Films schrieb: „Familienfreundliche Unterhaltung in Form einer Bekehrungskomödie, die trotz gelegentlicher Ausrutscher ins Klamaukhafte für sich einzunehmen versteht.“

## Drehorte
Die Komödie wurde in New York City, in Maryland und in Muddy Creek Forks, Pennsylvania gedreht.